# 高謙之
高 謙之（こう けんし、486年 - 527年）は、北魏の官僚・文人・学者。字は道譲。本貫は渤海郡蓨県。

## 経歴
高崇の子として生まれた。継母の李氏により同腹・異腹の兄弟分け隔てなく養育され、謙之も彼女に孝事して知られた。成長すると人付き合いを断って、経書や史書をはじめ、天文算暦や図緯の書などを広く読んだ。父の爵位を嗣ぎ、奉朝請を初任とし、宣威将軍の号を加えられた。奉車都尉・廷尉丞に転じた。
523年（正光4年）、尚書左丞の元孚が柔然への使者に立ち、抑留された。柔然の阿那瓌は北魏の北辺を侵して引き揚げ、元孚は取り残されたため洛陽に帰ることができた。謙之は元孚が王朝を辱めたとして、流罪に処すよう主張し、その意見は聞き入れられた。
525年（孝昌元年）、謙之は河陰県令を代行した。まもなく寧遠将軍の号を受け、正式に河陰県令となった。2年の在任で有能で知られた。公平な賞罰を求める上疏をおこなって、その文章が霊太后の目に留まり、国子博士に任じられた。北涼の沮渠氏の歴史をたずねて、『涼書』を編纂した。
527年（孝昌3年）、朝廷が鋳銭を計画すると、謙之は鋳銭都将長史となり、三銖銭を鋳造するよう上表した。この上表は聞き入れられたが、謙之の生きているうちに実施されることはなかった。
かつて謙之の弟の高恭之が正光年間に御史となり、相州刺史の李世哲を糾弾したことがあった。このことを李世哲の弟の李神軌は恨みに思っており、謙之の家僮の訴えを取りあげて、霊太后に働きかけ、謙之を廷尉に捕らえさせた。赦令が下る予定であったが、李神軌が重ねて霊太后に訴えたため、謙之は獄中で死を賜った。享年は42。永安年間、征虜将軍・営州刺史の位を追贈された。諡は康といった。生前に著した文章100篇あまりが集められ、文集が編纂された。

## 妻子

### 妻
- 張氏（中山郡の人）

### 子
- 高子儒（508年 - 548年、長男、字は孝礼、秘書郎中、通直郎、安東将軍・光禄大夫・司徒中兵参軍・兼祭酒、東魏の興和初年に殿中侍御史を兼ねた）
- 高緒（514年 - 545年、字は叔宗、司空行参軍、長流参軍、鎮遠将軍・冀州儀同府中兵参軍、封隆之に気に入られて梁州・済州に随行した）
- 高孝貞（東魏の武定年間に司徒士曹参軍）
- 高孝幹（司空東閤祭酒）

## 伝記資料
- 『魏書』巻77 列伝第65
- 『北史』巻50 列伝第38